# Dongshan Zhen (köping i Kina)
Dongshan Zhen (kinesiska: 东山, 东山镇) är en köping i Kina. Den ligger i provinsen Yunnan, i den sydvästra delen av landet, omkring 130 kilometer sydost om provinshuvudstaden Kunming.
Genomsnittlig årsnederbörd är 1 158 millimeter. Den regnigaste månaden är juni, med i genomsnitt 251 mm nederbörd, och den torraste är februari, med 18 mm nederbörd.